# Keť (okres Levice)
Keť (v letech 1948 až 1992 Kvetná, maďarsky Kéty, Érsekkéty) je obec v okrese Levice na Slovensku. Leží ve východní části slovenské Podunajské nížiny a žije v ní 562 obyvatel.

## Historie
Keť je poprvé písemně zmíněna v roce 1295 jako Kegyd. Místo bylo několikrát zasaženo tureckým pleněním, např. v letech 1543 a 1599. V roce 1828 zde bylo 99 domů a 787 obyvatel, kteří byli zaměstnáni jako rolníci. Do roku 1918 byla obec součástí Uherska. Kvůli první vídeňské arbitráži byla v letech 1938 až 1945 součástí Maďarska. Při sčítání lidu v roce 2011 žilo v obci 662 obyvatel, z toho 580 Maďarů, 59 Slováků a tři Češi; 10 obyvatel neuvedlo žádné informace o etnickém původu.

## Pamětihodnosti
- Římskokatolický kostel z roku 1885[4]
- Kostel reformované církve z roku 1785[4][5]
- Do správního území obce zasahuje část přírodní rezervace Bíňanský rybník